# Stiff Street
Stiff Street est un petit hameau près de l'autoroute M2. Il est situé près du village de Bredgar dans le District de Swale dans le comté du Kent. La ville la plus proche est Sittingbourne.